# Caltha scaposa
Caltha scaposa är en ranunkelväxtart som beskrevs av Joseph Dalton Hooker och Thomson. Caltha scaposa ingår i släktet kabblekor, och familjen ranunkelväxter. Inga underarter finns listade i Catalogue of Life.